# Могамед Кадер
Могамед Абдель-Кадер Кубаджа-Туре (фр. Abdel-Kader Coubadja-Touré, нар. 8 квітня 1979, Сокоде) — тоголезький футболіст, що грав на позиції нападника. Виступав за національну збірну Того.
Володар Кубка Італії. Володар Кубка УЄФА.

## Клубна кар'єра
У дорослому футболі дебютував 1995 року виступами за команду клубу «Етуаль Філант», в якій провів два сезони.
Згодом з 1997 по 2002 рік грав у складі команд клубів «Бізертен», «Парма», «Лугано», «Шабаб Аль-Аглі», «Парма» та «Віченца». Протягом цих років виборов титул володаря Кубка Італії, ставав володарем Кубка УЄФА.
Своєю грою за останню команду привернув увагу представників тренерського штабу клубу «Серветт», до складу якого приєднався 2002 року. Відіграв за женевську команду наступні три сезони своєї ігрової кар'єри. Більшість часу, проведеного у складі «Серветта», був основним гравцем атакувальної ланки команди. У складі «Серветта» був одним з головних бомбардирів команди.
Протягом 2005—2011 років захищав кольори клубів «Сошо», «Генгам», «Аль-Джазіра», «Аль-Дхафра» та «Аджман».
Завершив ігрову кар'єру у клубі «Сошо-2», за команду якого виступав протягом 2012—2016 років.

## Виступи за збірну
1996 року дебютував в офіційних матчах у складі національної збірної Того. Протягом кар'єри у національній команді, яка тривала 14 років, провів у формі головної команди країни 86 матчів, забивши 54 голи.
У складі збірної був учасником Кубка африканських націй 1998 року в Буркіна Фасо, Кубка африканських націй 2000 року у Гані та Нігерії, Кубка африканських націй 2002 року в Малі, Кубка африканських націй 2006 року в Єгипті, чемпіонату світу 2006 року в Німеччині.

## Статистика виступів

### Статистика клубних виступів
| Сезон          | Команда          | Ліга          | Ігор | Голів |
| -------------- | ---------------- | ------------- | ---- | ----- |
| 1995–96        | «Етуаль Філант»  | А             | ?    | ?     |
| 1996–97        | «Етуаль Філант»  | А             | ?    | ?     |
| 1997-січ. 1998 | «Етуаль Філант»  | А             | ?    | ?     |
| січ.-лип. 1998 | «Бізертен»       | А             | ?    | ?     |
| 1998–99        | «Парма»          | Серія A       | 0    | 0     |
| 1999–00        | «Лугано»         | Ліга А        | 1    | 0     |
| 2000–01        | «Шабаб Аль-Аглі» | Чемпіонат ОАЕ | 20   | 17    |
| 2001–02        | «Віченца»        | Серія B       | 4    | 0     |
| 2002–03        | «Серветт»        | Ліга А        | 25   | 6     |
| 2003–04        | «Серветт»        | Суперліга     | 35   | 19    |
| 2004-січ. 2005 | «Серветт»        | Суперліга     | 13   | 4     |
| січ.-лип. 2005 | «Сошо»           | Ліга 1        | 9    | 1     |
| 2005–06        | «Сошо»           | Ліга 1        | 11   | 0     |
| січ.-лип. 2006 | «Генгам»         | Ліга 2        | 12   | 0     |

## Досягнення
- Володар Кубка Італії:

«Парма»: 1998–1999
- Володар Кубка УЄФА:

«Парма»: 1998–1999